# LOVE理論
『LOVE理論』（ラブりろん）は、水野敬也著作の実用書。また、それを原作とした漫画およびテレビドラマ。

## 概要
恋愛に悩める老若男女を正しい恋愛へと導く為、水野愛也が独自に展開する恋愛理論、それが『LOVE理論』。

## 単行本
2007年8月に大和書房から「LOVE理論」を出版。
2013年12月16日に文響社からソフトカバーの「新装版 LOVE理論」を出版。

## コミック
双葉社より佐藤まさきの画によってコミック化。全5巻。
- LOVE理論 1巻（2013年1月28日）
- LOVE理論 2巻（2013年3月28日）
- LOVE理論 3巻（2013年10月28日）
- LOVE理論 4巻（2014年2月28日）
- LOVE理論 5巻（2014年7月28日）

## テレビドラマ

### 2013年版
2013年12月27日にテレビ東京にて放送。

#### ストーリー
コンビニの雇われ店長としてやって来た水野愛也が、コンビニアルバイト3名に「モテる」ためのテクニック（LOVE理論）を叩き込み、好きな女を落とすまでを描く。

#### キャスト
- 水野愛也 - 中村獅童
雇われのコンビニ店長。恋愛マスター。
- 今田聡 - 浜野謙太
コンビニバイト。チビでオタク。
- 西田明 - 秋山竜次（ロバート）
千葉県出身なのにモテるために関西弁を使うお調子者。
- 太田悠介 - 塩谷瞬
コンビニバイト。イケメンだがナルシスト。
- 新垣結美 - 橋本奈々未（乃木坂46）
コンビニバイト。大学3年生。清純派お嬢様。
- 黒谷友子 - 杉ありさ
男性陣と合コンに挑む容姿端麗な大学生。
- 松永梨緒 - Rio
セクシーな大学生。

#### スタッフ
- 企画 - 西田哲也
- 監督 - 西古屋竜太
- 脚本 - 田中眞一、八代丈寛、つじまこと
- 演出・プロデューサー - 水谷豊

### 2015年版
2015年4月13日から6月29日までテレビ東京のソコアゲ★ナイト月曜枠で放送。

#### キャスト

##### メイン
- 今田聡（20） - 大野拓朗
應慶私塾大学1年生。茨城県つくば市出身。特技はパチンコ。
- 水野愛也 - 片岡愛之助
キャバクラ・ピカレスクの店長。LOVE理論マスター。
- 桐谷怜子（20） - 清野菜名
應慶私塾大学1年生。父親の借金返済と学費の為にピカレスクで働いている。
12月29日生まれ。B型。身長160cm。スリーサイズは秘密。趣味は読書。
- 谷口鉄男 - 迫田孝也
ピカレスクの先輩バイト。風俗界の池上彰の異名を持つ。
- 太田亮介 - 武田真治
ピカレスクの先輩社員。マネージャー。

##### ゲスト
- ナカさん - ダイアモンド☆ユカイ（第1話、第12話）
ピカレスクの常連客。店の女の子を全員指名する。
- 明歩 - 紗倉まな（第1話）
應慶私塾大学2年生。チェリーハンターの異名を持つ。
- 神埼ミホ - 山地まり（第5話）
應慶私塾大学2年生。應慶3大美女のひとり。通称「爆乳クレオパトラ」
- 佐倉シオリ - 増田みずき（第5話）
應慶私塾大学2年生。應慶3大美女のひとり。通称「今 会える楊貴妃」
高校までアイドルをやっていたが女子アナを目指すために引退し大学に進学。
- 小川カナ - 橋本真帆（第5話）
應慶私塾大学2年生。應慶3大美女のひとり。通称「最速の小野小町」
大学陸上界で話題沸騰のアスリート系女子。
- 越谷冬美 - 村田絢（第5話）
應慶3大美女の友人。
- 日浦孝則 - 日浦孝則（第6話）
聡の隣の部屋でカラオケを歌っていたお客さん。
- 仙田狂太 - 幸野賀一（第6話）
キャバクラ雑誌「週刊キャバックス」編集長。
- 店員・臼田 - 草野イニ（第6話）
ピカレスク東京のブサイクバーテン。
- 風俗嬢 - 星美りか（第6話）
店舗受付型風俗店「今舐めたくて仕方がなかった女学院」の風俗嬢。
- 風俗嬢 ひな子（29） - 白石茉莉奈（第7話）
店舗受付型風俗店「今舐めたくて仕方がなかった女学院」の風俗嬢。
店では21歳と鯖を読んでいる。
- セクキャバ店員 - 久保田和靖（第7話）
谷口の行きつけのセクキャバの店員。
- アパートの大家 - 河本準一（第8話）
今田の住んでいるアパートの大家。名前は村野。
- 銭湯の主人 - 諏訪太郎（第8話）
今田の行きつけの銭湯の主人。名前は佐藤。
- 弁当屋 - 三島ゆたか（第8話）
今田の行きつけの弁当屋の主人。名前は木村。
- 闇金会社の社長 - 具志堅用高（第8話）
- キャバクラの客 - 坂本亮（第8話）
- カナエ（34） - 渡辺舞（第9話）
谷口が高校時代好きだった女。元キャバ嬢。
現在は四谷にある食品製造会社で経理を担当。裏の顔は潜在キャバ嬢。
- リエ（27） - 神室舞衣（第9話）
谷口が一度だけ行ったキャバクラのキャバ嬢。
- マユミ（29） - 森下悠里（第9話）
谷口が常連だったデリヘル店の元デリヘル嬢。
- 中里有吾の友人 - 桑野信義（第10話）
- キャバクラの客 - 片岡愛一郎（第11話）
- キャバ嬢 - 手島優（第11話）
- カリスマAV男優 - しみけん（第11話）
- 新人AV女優 - 小島みなみ（第11話）

##### 不定期出演
- 川村武志 - 前野朋哉（第1話、第3話、第8話、第11話、第12話）
茨城県つくば市在住。今田の親友。
- シンヤ - 神永圭佑（第1話、第5話、第12話）
應慶私塾大学生。チャラい。
- リョウ - 松居大悟（第1話、第5話、第12話）
應慶私塾大学生。チャラい。
- トカレフ鈴木 - 神木優（第2話、第6話）
ピカレスクの常連客。女性向けAV界の人気男優。主婦層にカリスマ的人気を誇る。
秘技「トカレフィンガー」
- 岸谷希 - 片田友香梨（第2話、第11話）
今田、川村の同級生。通称「小豆洗いの女」
- アイリ - 杉原杏璃（第3話、第4話、第12話）
ピカレスクのNo.3キャバ嬢。9月18日生まれ。東京出身。A型。
スリーサイズはB89（Gカップ） W56 H80。趣味は愛犬と遊ぶこと。
- ヒトミ - 齊藤夢愛（第4話、第5話、第6話、第12話）
ピカレスクのNo.1キャバ嬢。マニュアル通りの接客が売り。
- アズサ - 小池唯（第4話、第5話、第6話、第12話）
ピカレスクのNo.2キャバ嬢。性感マッサージ店「聖☆変態女学院」のNo.1風俗嬢。枕営業が売り。
身長157cm。スリーサイズはB83（Cカップ） W57 H83。
- 大山信子 - 高橋ひとみ（第6話、第8話、第12話）
昭和の芸能界・政財界・養豚業界の大物達を太客に持っていた伝説のキャバ嬢。
通称「六本木のマザーテレサ」
- 中里有吾（20） - 小柳友（第9話、第10話、第11話、第12話）
怜子の高校時代の同級生。

#### スタッフ
- 企画ブレーン - 西田哲也
- 監督 - 西古屋竜太、太田憲一、岩下裕一郎、安食大輔、三宅優樹
- 助監督 - 竹本竜都
- 脚本 - 八代丈寛／水谷豊、西田哲也
- 構成 - つじまこと／今田佑
- 総合演出・プロデューサー - 水谷豊
- 制作協力 - クリエイターズオフィス、QInc.
- 制作著作 - テレビ東京

#### 音楽
- 主題歌『Don't Feel,Think!!』（氣志團）
- 挿入歌『ミラクルナイト』（A-Queen from バーレスク東京）

#### 放送日程
| 各話   | 放送日  | 脚本 | 演出   | 備考                                             |
| ------ | ------- | ---- | ------ | ------------------------------------------------ |
| 第1話  | 4月13日 |      | 水谷豊 |                                                  |
| 第2話  | 4月20日 |      | 水谷豊 |                                                  |
| 第3話  | 4月27日 |      | 水谷豊 |                                                  |
| 第4話  | 5月4日  |      | 水谷豊 |                                                  |
| 第5話  | 5月11日 |      | 水谷豊 |                                                  |
| 第6話  | 5月18日 |      | 水谷豊 |                                                  |
| 第7話  | 5月25日 |      | 水谷豊 |                                                  |
| 第8話  | 6月1日  |      | 水谷豊 |                                                  |
| 第9話  | 6月8日  |      | 水谷豊 |                                                  |
| 第10話 | 6月15日 |      | 水谷豊 |                                                  |
| 第11話 | 6月23日 |      | 水谷豊 | 6月23日00時28分より放送                          |
| 最終話 | 6月29日 |      | 水谷豊 | LOVE理論ベスト15をランキング形式で発表する総集編 |

#### ネット局と放送時間
| 放送対象地域   | 放送局         | 系列           | 放送日時                     | 放送期間                 | 備考       |
| -------------- | -------------- | -------------- | ---------------------------- | ------------------------ | ---------- |
| 関東広域圏     | テレビ東京     | テレビ東京系列 | 月曜 23:58 - 翌0:45          | 2015年4月13日 - 6月29日  | 制作局     |
| 北海道         | テレビ北海道   | テレビ東京系列 | 月曜 23:58 - 翌0:45          | 2015年4月13日 - 6月29日  | 同時ネット |
| 愛知県         | テレビ愛知     | テレビ東京系列 | 月曜 23:58 - 翌0:45          | 2015年4月13日 - 6月29日  | 同時ネット |
| 岡山県・香川県 | テレビせとうち | テレビ東京系列 | 月曜 23:58 - 翌0:45          | 2015年4月13日 - 6月29日  | 同時ネット |
| 福岡県         | TVQ九州放送    | テレビ東京系列 | 月曜 23:58 - 翌0:45          | 2015年4月13日 - 6月29日  | 同時ネット |
| 大阪府         | テレビ大阪     | テレビ東京系列 | 土曜 1:23 - 2:10（金曜深夜） | 2015年4月18日 - 7月11日  | 遅れネット |
| 熊本県         | テレビくまもと | フジテレビ系列 | 水曜 0:25 - 1:15（火曜深夜） | 2015年5月13日 - 8月5日   | 遅れネット |
| 長崎県         | 長崎放送       | TBS系列        | 水曜 0:23 - 1:10（火曜深夜） | 2015年6月17日 - 9月2日   | 遅れネット |
| 石川県         | 北陸放送       | TBS系列        | 木曜 1:13 - 1:58（水曜深夜） | 2015年7月2日 - 9月17日   | 遅れネット |
| 和歌山県       | テレビ和歌山   | 独立局         | 金曜 1:34 - 2:20（木曜深夜） | 2015年7月31日 - 10月16日 | 遅れネット |
| 山形県         | テレビユー山形 | TBS系列        | 金曜 1:33 - 2:20（木曜深夜） | 2015年8月14日 - 10月30日 | 遅れネット |
| 鳥取県・島根県 | 山陰放送       | TBS系列        | 水曜 23:53 - 翌0:38          | 2015年10月7日 - 12月23日 | 遅れネット |